# Gézaincourt Communal Cemetery Extension
Le Gézaincourt Communal Cemetery Extension  est un cimetière militaire de la Première Guerre mondiale situé  sur le territoire de la commune de Gézaincourt, dans le département de la Somme, au nord d'Amiens. Un second cimetière britannique est implanté sur la commune: le Bagneux British Cemetery.

## Localisation
Ce cimetière jouxte le cimetière communal, Rue de la Montagne.

## Histoire

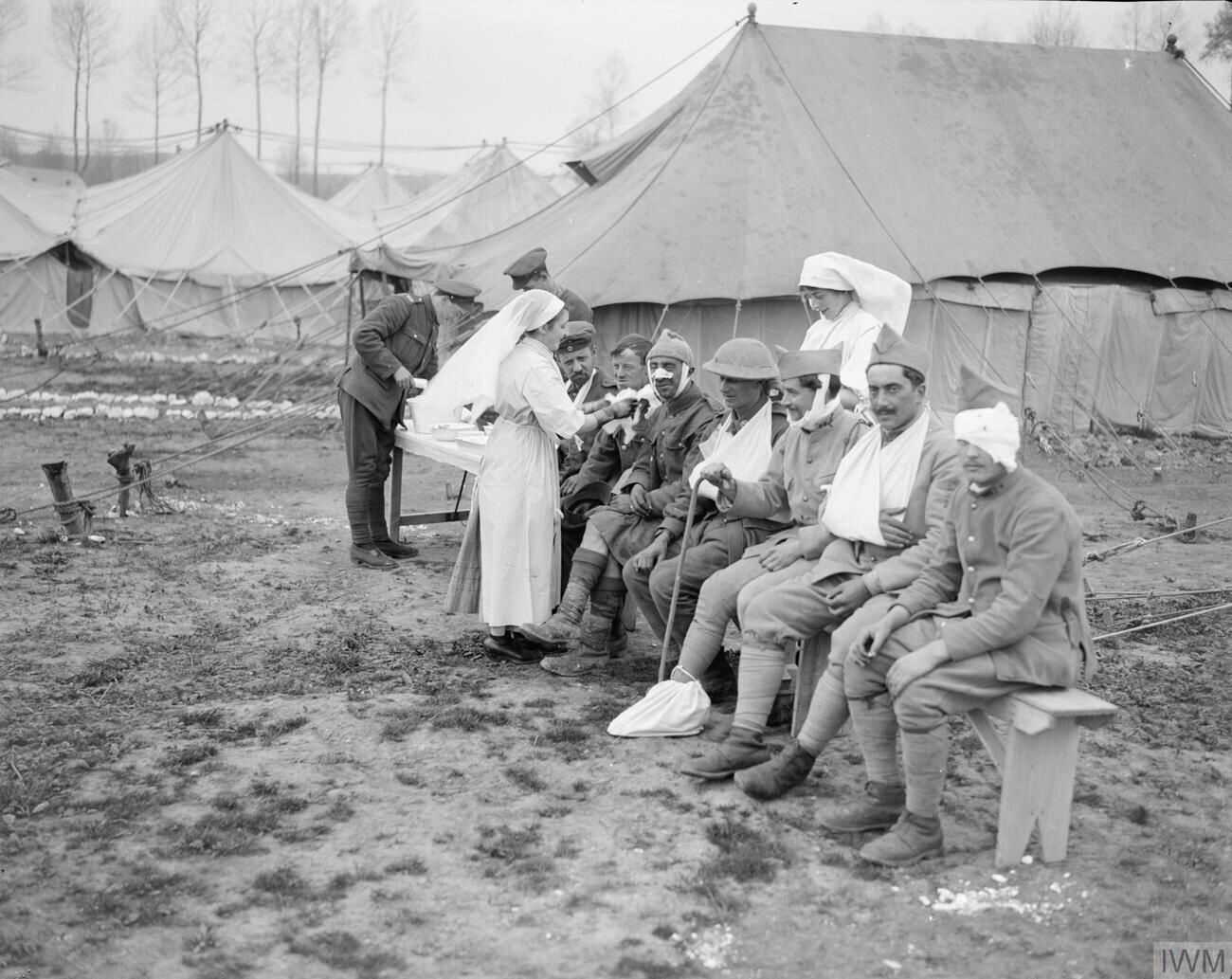
Soldats français, britanniques et prisonniers allemands faisant panser leurs blessures par des infirmières au poste de traitement des blessés n°29 à Gézaincourt, le 27 avril 1918.© IWM (Q 9).

Le village est resté éloigné du front tout au long de la guerre 14-18.

En mars 1918, l'armée allemande lance, depuis les environs de Cambrai, son Offensive du Printemps en vue conquérir Amiens. Après 3 mois de durs combats, cette offensive est finalement stoppée le 18 juillet à une vingtaine de kilomètres de Gézaincourt par les troupes du Commonwealth.

Dès le mois de mars, des hôpitaux militaires sont implantés sur la commune pour soigner les nombreux blessés des combats.

Ce cimetière fut commencé en avril 1918 pour inhumer les soldats décédés des suites de leurs blessures.

Il y a aujourd'hui 596 militaires du Commonwealth de la Première Guerre mondiale inhumés dans ce lieu et 75 soldats allemands. Il y a également 6 tombes britanniques et une allemande de la Seconde Guerre Mondiale,.

## Caractéristiques
Le cimetière britannique a un plan rectangulaire 75 m sur 45.
Il est entouré d'une haie d'arbustes.

Le cimetière a été conçu par Sir Edwin Lutyens et George Hartley Goldsmith.

## Galerie

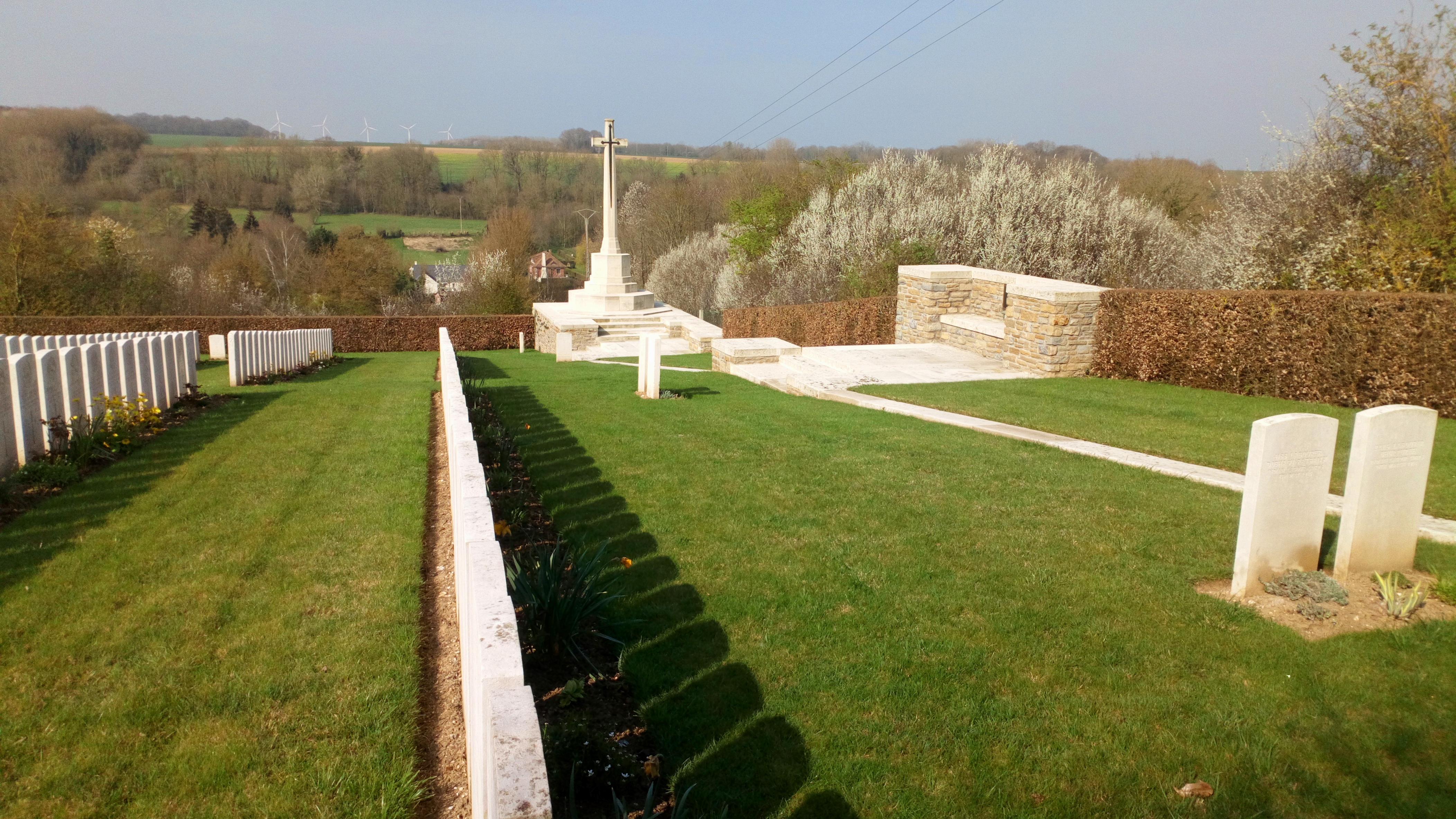
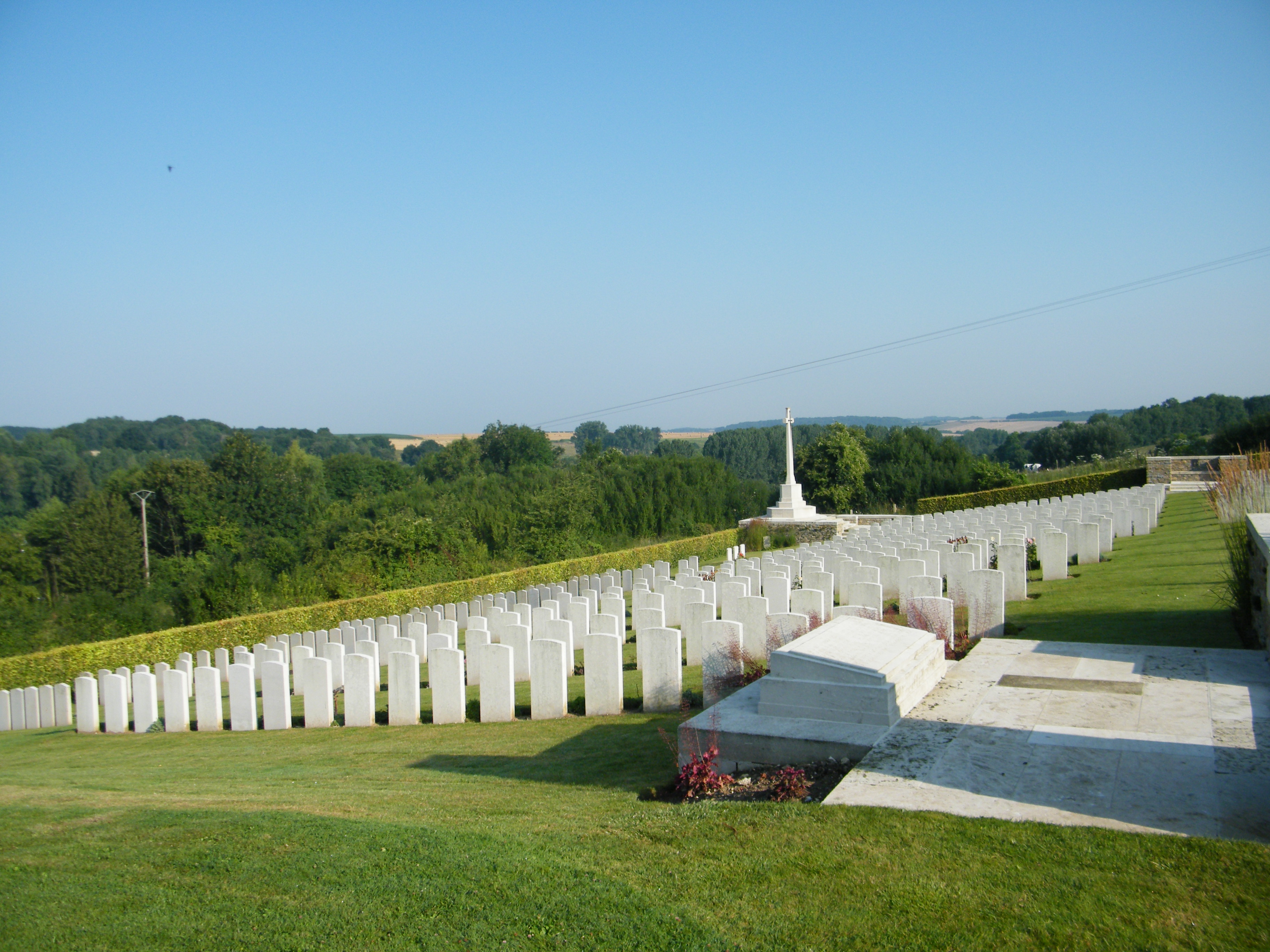
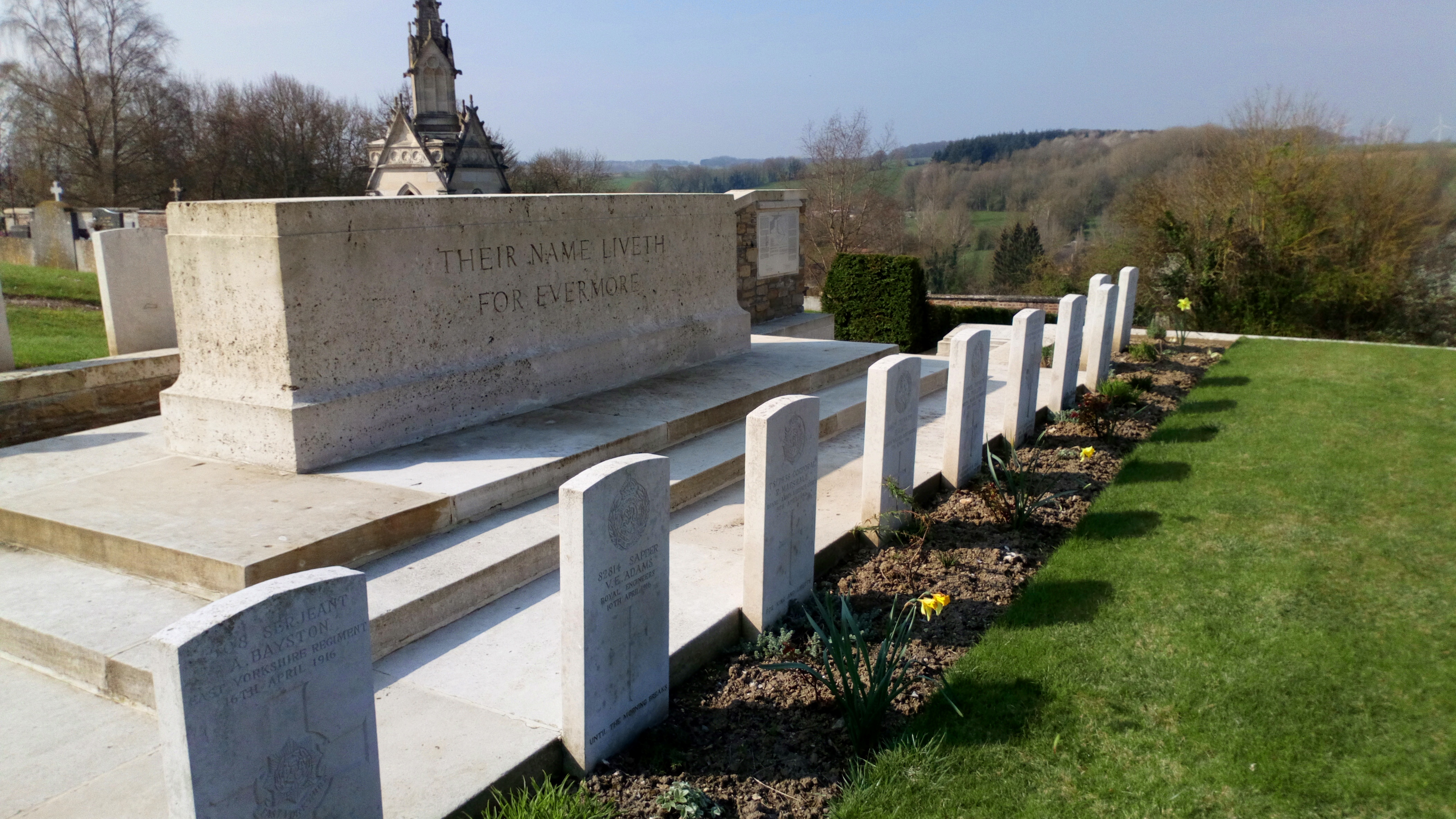
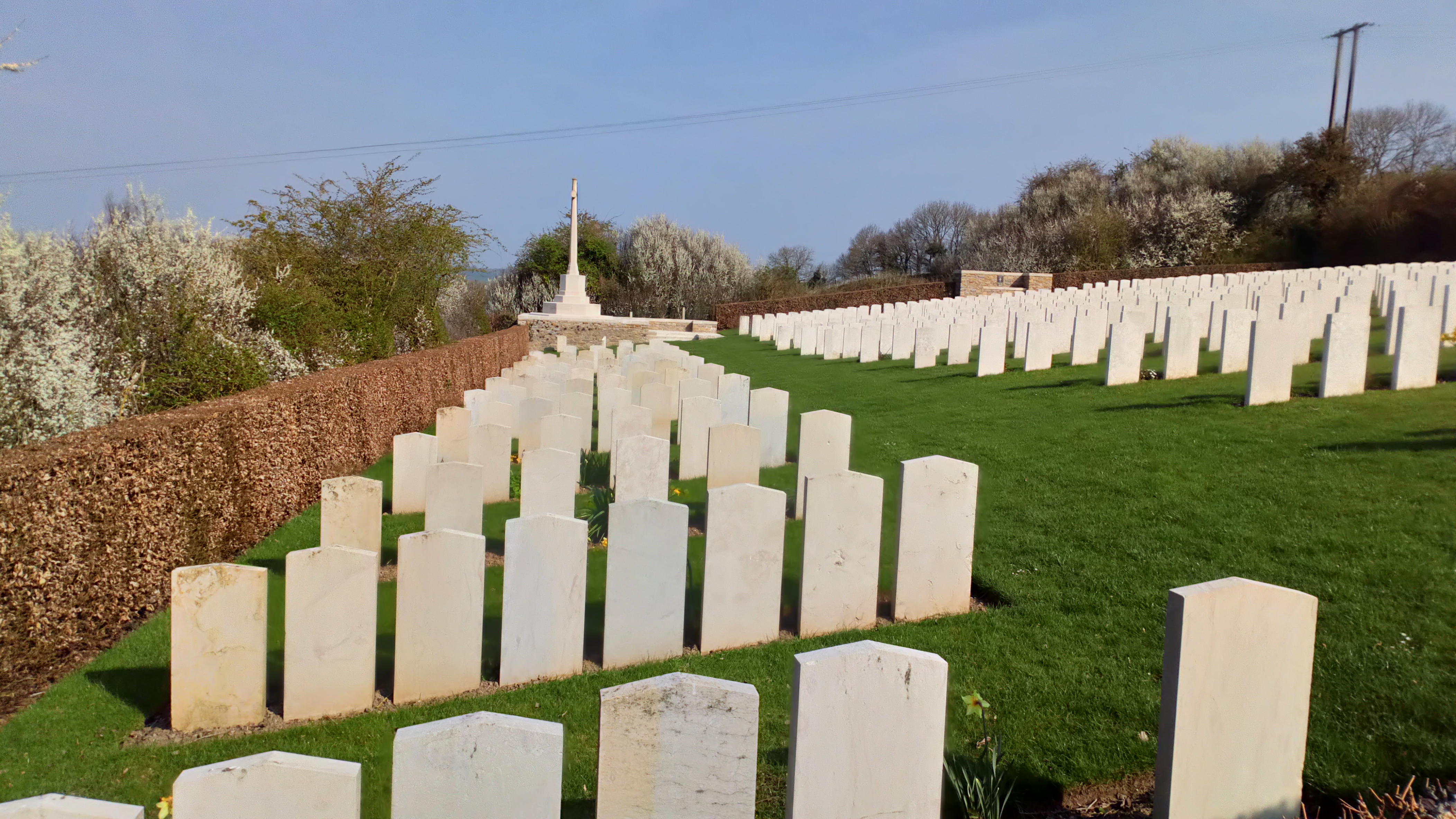
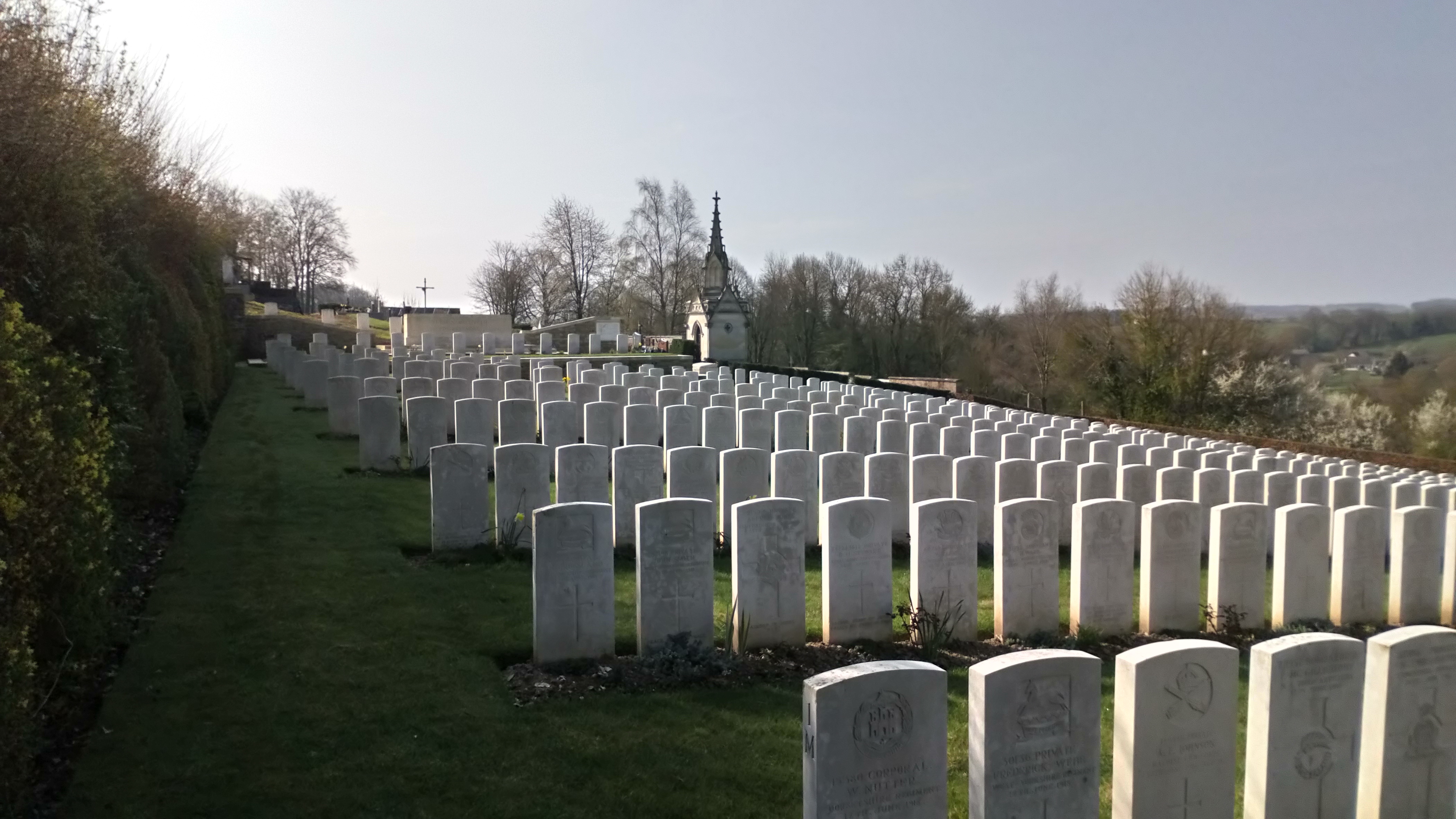

## Sépultures
| Pays               | Sépultures |
| ------------------ | ---------- |
| Royaume-Uni        | 513        |
| Nouvelle-Zélande   | 40         |
| Canada             | 24         |
| Australie          | 23         |
| Indes britanniques | 2          |
| Allemagne          | 76         |
| Total              | 678        |